# Одеський апеляційний адміністративний суд

Юрисдикція суду

Одеський апеляційний адміністративний суд — колишній апеляційний адміністративний суд загальної юрисдикції, розміщений у місті Одесі. Юрисдикція суду поширювалася на Миколаївську, Одеську та Херсонську області.
Суд здійснював правосуддя до початку роботи П'ятого апеляційного адміністративного суду, що відбулося 3 жовтня 2018 року.

## Керівництво
Голова суду — Бітов Андрій Іванович
 Заступник голови суду — Джабурія Олександр Валентинович
 Керівник апарату — Белькова Любов Валентинівна.

## Показники діяльності у 2015 році
- Перебувало на розгляді справ — 12767
  - надійшло у 2015 році — 10182
- Розглянуто — 11122[7].